# コンツァ・デッラ・カンパーニア
コンツァ・デッラ・カンパーニア（伊: Conza della Campania）は、イタリア共和国カンパニア州アヴェッリーノ県にある、人口約1,300人の基礎自治体（コムーネ）。

## 地理

### 位置・広がり

#### 隣接コムーネ
隣接するコムーネは以下の通り。括弧内のSAはサレルノ県、PZはポテンツァ県所属を示す。
- アンドレッタ
- カイラーノ
- カポゼーレ
- カステルヌオーヴォ・ディ・コンツァ (SA)
- モッラ・デ・サンクティス
- ペスコパガーノ (PZ)
- サンタンドレーア・ディ・コンツァ
- テオーラ